# Kristina zur Mühlen
Kristina zur Mühlen (Berlim, 23 de março de 1969) é uma jornalista e física alemã.

## Vida
Kristina zur Mühlen cresceu em Kleinmachnow, nas proximidades de Berlim, a mais velha de três irmãos. O interesse por astronomia a levou para a Turíngia na Universidade de Jena, onde estudou física (1987–1993). Obteve um diploma na área de física do laser. Além disso estudou a língua georgiana, literatura e história (1989–1993) e morou diversos meses em Tbilisi (Geórgia).
Em 1993 começou a trabalhar como jornalista freelance de diversas emissoras do grupo ARD.
Em 2002 trabalhou a primeira vez na frente das câmaras, moderando na Norddeutscher Rundfunk (NDR) o programa regional Hamburg Journal. Em 2004 foi para a EinsExtra. Sob o mote Nachrichten im Viertelstundentakt apresenta desde então o noticioso EinsExtra Aktuell.
No WDR Fernsehen a física apresentou em 2006 uma vez a cada duas semanas o programa de ciências Q 21 – Wissen für morgen, que em dezembro de 2006 foi interrompido e substituído pelo programa Quarks & Co.
Na 3sat moderou de 2007 a junho de 2017 o programa de ciências nano.